# ماداگاسکار: فرار به آفریقا
ماداگاسکار: فرار به آفریقا (به انگلیسی: Madagascar: Escape 2 Africa) یا ماداگاسکار ۲ پویانمایی محصول سال ۲۰۰۸ می‌باشد که توسط اریک دارنل و تام مک‌گرت کارگردانی شده‌است. این فیلم ادامهٔ پویانمایی ماداگاسکار در سال ۲۰۰۵ است. این پویانمایی داستان تلاش حیوانات برای فرار از ماداگاسکار را نشان می‌دهد که می‌خواهند به سمت نیویورک بروند، ولی به صورت ناخواسته سراز آفریقا زادگاه خودشان درمی‌آورند.

## داستان
فیلم با نشان دادن کودکی الکس در آفریقا شروع می‌شود. الکس بچه‌ای بازیگوش بوده و پدرش هم سلطان جنگل. پدرش می‌خواهد او را برای جانشینی خود تربیت کند، ولی الکس فقط به دنبال بازی است. ناگهان در لحظه‌ای که پدرش حواسش به خاطر درگیری با شیر دیگری پرت می‌شود، انسان‌های شکارچی الکس را می‌گیرند و با خود می‌برند. پدرش او را دنبال می‌کند ولی موفق نمی‌شود. الکس به باغ وحش مرکزی نیویورک برده می‌شود، جایی که با رقصیدنش مردم را شاد می‌کند.

در زمان حال، الکس، مارتی، ملمن و گلوریا در ماداگاسکار هستند و قصد دارند تا با هواپیمایی که پنگوئن‌ها آماده کرده‌اند به نیویورک بازگردند. آن‌ها پرواز می‌کنند، ولی در حین پرواز سوختشان تمام می‌شود و در منطقه‌ای سقوط می‌کنند. سپس آن‌ها درمی‌یابند که آن‌جا آفریقا است. به زودی الکس پدر و مادرش را پیدا می‌کند و حیوانات دیگر نیز با هم‌نوعان خود جفت می‌شوند. پدر الکس برای اعلام کردن این که پسرش جانشین خودش است مبارزه‌ای ترتیب می‌دهد؛ ولی چون الکس جز رقصیدن کار دیگری بلد نیست، شکست سختی می‌خورد و پدرش نیز مجبور می‌شود عنوان سلطانی خود را به ماکونگا (شیر بدجنس) بدهد. از طرف دیگر پنگوئن‌ها در حال آماده‌سازی مجدد هواپیما هستند. مارتی در بین هم‌نوعان خود جای گرفته و ملمن بین هم‌نوعان خود پزشک شده‌است. گلوریا هم با موتو-موتو دوست شده‌است.

پنگوئن‌ها برای آماده‌سازی هواپیما، ماشین‌های انسان‌های گردشگر را می‌دزدند و آن‌ها را در طبیعت زندانی می‌کنند. آن‌ها نیز تصمیم می‌گیرند در طبیعت بمانند و از آن استفاده کنند. برای همین در رودخانه سدی می‌زنند و جلوی آب را می‌گیرند و حیوانات دچار کمبود آب و تشنگی شدیدی می‌شوند. الکس تصمیم می‌گیرد به بیرون از محل حفاظت شدهٔ حیوانات برود و سد را بشکند. او با کمک پدرش و هواپیمایی که پنگوئن‌ها ساخته‌اند، سد را می‌شکند و به شخصیتی محبوب تبدیل می‌شود و پدرش دوباره شاه می‌شود. هم‌چنین ملمن به گلوریا ابراز علاقه می‌کند و این دو با هم ازدواج می‌کنند.

## دنباله
فیلم سوم ماداگاسکار، به نام تحت تعقیب ترین‌های اروپا اکران شد

## دوبله در ایران
در نوروز ۱۳۸۸ ماداگاسکار دوبله شده به فارسی از شبکه‌ی اول سیما پخش شد.
- مدیر دوبلاژ: بنفشه طاهریان
- گوینده‌ها:
- حامد عزیزی ، شیر (الکس)

مهرداد رئیسی، گورخر (مارتی)
رهبر نوربخش رئیس پنگوئن ها (اسکیپر)
مینا مومنی اسب آبی (گلوریا)
وحید آذری زرافه (مل‌مان)